# CSNK1A1
CSNK1A1 (англ. Casein kinase 1 alpha 1) – білок, який кодується однойменним геном, розташованим у людей на короткому плечі 5-ї хромосоми.  Довжина поліпептидного ланцюга білка становить 337 амінокислот, а молекулярна маса — 38 915.
| 10         |  | 20         |  | 30         |  | 40         |  | 50         |
| ---------- |  | ---------- |  | ---------- |  | ---------- |  | ---------- |
| MASSSGSKAE |  | FIVGGKYKLV |  | RKIGSGSFGD |  | IYLAINITNG |  | EEVAVKLESQ |
| KARHPQLLYE |  | SKLYKILQGG |  | VGIPHIRWYG |  | QEKDYNVLVM |  | DLLGPSLEDL |
| FNFCSRRFTM |  | KTVLMLADQM |  | ISRIEYVHTK |  | NFIHRDIKPD |  | NFLMGIGRHC |
| NKLFLIDFGL |  | AKKYRDNRTR |  | QHIPYREDKN |  | LTGTARYASI |  | NAHLGIEQSR |
| RDDMESLGYV |  | LMYFNRTSLP |  | WQGLKAATKK |  | QKYEKISEKK |  | MSTPVEVLCK |
| GFPAEFAMYL |  | NYCRGLRFEE |  | APDYMYLRQL |  | FRILFRTLNH |  | QYDYTFDWTM |
| LKQKAAQQAA |  | SSSGQGQQAQ |  | TPTGKQTDKT |  | KSNMKGF    |  |            |

A: Аланін

C: Цистеїн

D: Аспарагінова кислота

E: Глутамінова кислота

F: Фенілаланін

G: Гліцин

H: Гістидин

I: Ізолейцин

K: Лізин

L: Лейцин

M: Метіонін

N: Аспарагін

P: Пролін

Q: Глутамін

R: Аргінін

S: Серин

T: Треонін

V: Валін

W: Триптофан

Кодований геном білок за функціями належить до трансфераз, кіназ, серин/треонінових протеїнкіназ, фосфопротеїнів. 
Задіяний у таких біологічних процесах як клітинний цикл, поділ клітини, мітоз, сигнальний шлях Wnt, поліморфізм, ацетилювання, альтернативний сплайсинг. 
Білок має сайт для зв'язування з АТФ, нуклеотидами. 
Локалізований у цитоплазмі, цитоскелеті, ядрі, клітинних відростках, хромосомах, центромерах, кінетохорі.